# Handsome Dan

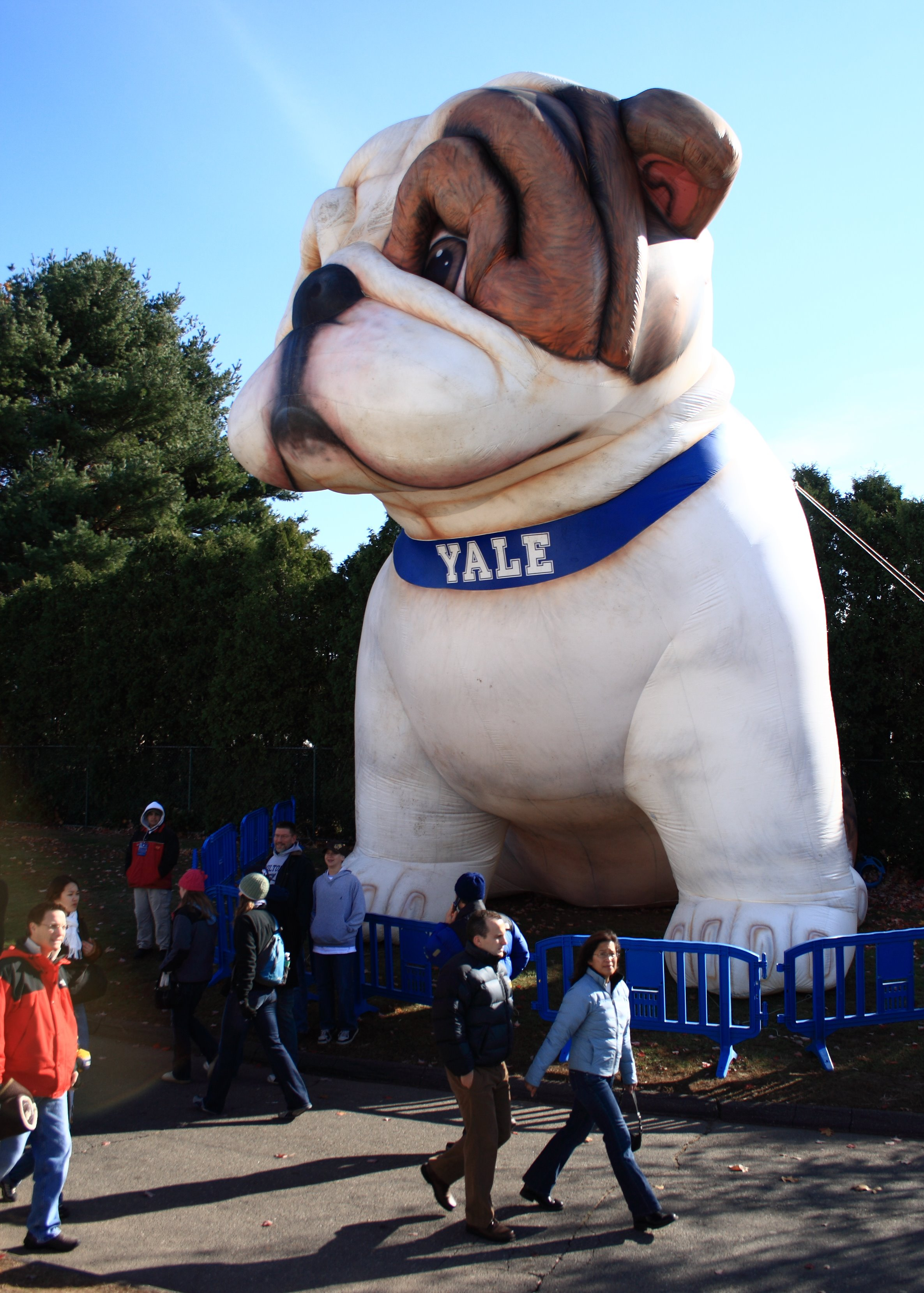
Figur des Handsome Dan beim Footballspiel Harvard-Yale (2007)

Handsome Dan (dt. "Hübscher Dan") ist der Name des Maskottchens der Sportmannschaften der Yale University, einer Bulldogge. Der stilisierte Kopf einer beißwütigen Bulldogge ziert so die Trikots der Sportmannschaften der Universität; er zählt zu den bekanntesten Ikonen des amerikanischen Sports. Handsome Dan war das erste Maskottchen einer Sportmannschaft in den Vereinigten Staaten überhaupt.
Die Universität hält sich aber durchaus auch eine leibhaftige Bulldogge. Titel und Name des Handsome Dan gehen nach Tod oder Pensionierung des Vorgängers auf einen neuen Rüden über. Insbesondere das Football-Team nimmt seine Dienste in Anspruch; er wird bei allen Spielen am Spielfeldrand an der Leine gehalten. Er wird zudem darauf abgerichtet, sich feindselig gegenüber purpurrot gekleideten Personen zu verhalten. Purpur ist die traditionelle Farbe der Harvard University und ihrer Sportmannschaften, die traditionell die Erzrivalen von Yale sind.
Das Maskottchen inspirierte Cole Porter (der 1913 seinen Abschluss in Yale machte) 1911 zur Komposition der Schlachthymne Bulldog, die noch heute bei Spielen von Yale-Mannschaften erklingt. Auf der anderen Seite dichtete John Reed, der später erster Vorsitzender der Kommunistischen Partei der USA wurde, zu seiner Studienzeit in Harvard ein Lied, in dem er Harvard anfeuerte, „der Bulldogge den Schwanz zu verdrehen“ (twist the bulldog's tail).

## Handsome Dan I
1889–1897 (gestorben)

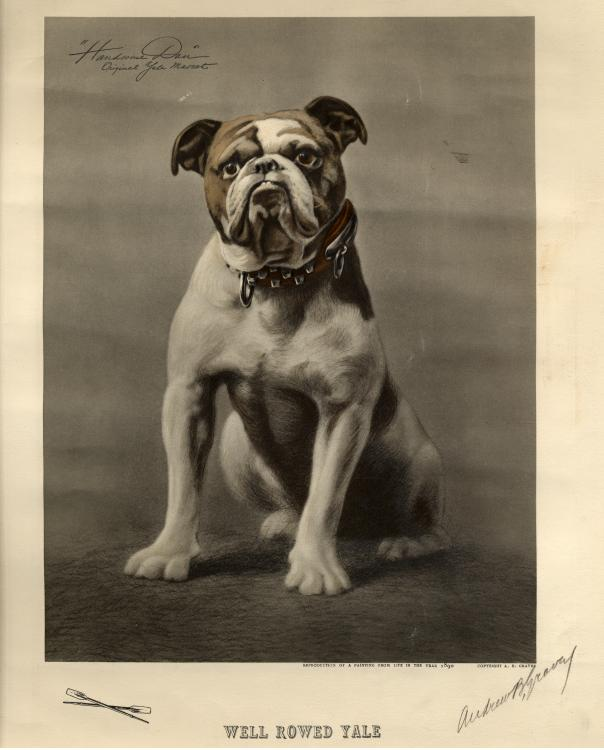
Handsome Dan I.
Gemälde von Andrew B. Graves, 1890.

Der erste Handsome Dan wurde vom Studenten Andrew Graves für $5.00 einem Hufschmied abgekauft. Er wurde jahrelang bei Baseball- und Footballspielen der Universität als Maskottchen mitgeführt. Die Tageszeitung The Hartford Courant urteilte, der Hund sehe aus "wie eine Kreuzung zwischen einem Alligator und einem Ochsenfrosch", was seinem Namen eine gewisse komische Fallhöhe gab. Nach seinem Tod wurde er ausgestopft. Sein konservierter Körper ist heute vor dem Eingang des Payne Whitney Gymnasium, der alten Sporthalle, in einer Vitrine ausgestellt.

## Handsome Dan II
1928–1937 (gestorben nach einem Beinbruch)
Nach fünfunddreißigjähriger Pause wurde die Tradition, die mit dem ersten Handsome Dan begann, wiederbelebt. Handsome Dan II wurde nach einer Sammelaktion von Erstsemestern erstanden und dem Football-Trainer Ducky Pond übereignet. 1934 wurde er am Tag vor dem Duell mit dem Erzrivalen Harvard von Studenten dieser Hochschule entführt. Nach Einschätzung seiner Alma Mater wurde er dann ein Opfer des Stockholm-Syndroms; auf dem Cover des Harvard Lampoon erschien ein Foto, das ihn die Stiefel der Statue von John Harvard leckend zeigte, dem Stammvater des Erbfeinds. Wenig später wurde die gesamte frisch gedruckte Auflage des Harvard Lampoon gestohlen; hinter dem Diebstahl vermuteten die Herausgeber eine Racheaktion für die Entführung von Handsome Dan.

## Handsome Dan III
1937–1938 (frühzeitig pensioniert)
Dieser Rüde erwies sich bald als berufsunfähig, da er bei großen Menschenansammlungen zu Angstanfällen neigte.

## Handsome Dan IV
1938–1940 (nach einer Verletzung pensioniert)
Kurz nach seinem Dienstantritt wurde dieser glücklose Hund von einem Automobil angefahren. Er waltete dennoch bis zu seinem Tod 1940 in absentia seines Amtes.

## Handsome Dan V
1940–1947 (gestorben an Altersschwäche)
Dieser nicht mehr ganz junge Rüde, vormals „Bull“ genannt, war durch sein Herrchen Bob Day, einem Studenten, der nahe dem Stadion der Universität (der Yale Bowl) wohnte, bereits an den Trubel rund um die Football-Spiele gewöhnt. Er trat nach dem Tod von Handsome Dan IV dessen Nachfolge an. Er war bei Spielern wie Publikum gleichermaßen beliebt und hatte auch selbst sichtlich Spaß am Bad in der Menge. Einmal begleitete er die Football-Mannschaft sogar zu einem Auswärtsspiel bei der Princeton University.

## Handsome Dan VI
1947–1949 (unter ungeklärten Umständen im Alter von zwei Jahren verschieden)
Es heißt, dieser Hund sei 1949 beim alljährlichen Duell gegen Harvard von einem Feuerwerkskörper getroffen und tödlich verwundet worden. Andere Stimmen behaupten, er sei vor Scham über die Niederlage seiner Mannschaft bei nämlichem Spiel gestorben.

## Handsome Dan VII
1949–1952 (frühzeitig pensioniert)
Das Gemüt dieses Rüden war selbst den Footballern zu ungestüm, so dass er bald außer Dienst gestellt wurde und stattdessen Wachhund auf einem Anwesen in Florida wurde.

## Handsome Dan VIII
1952–1952 (frühzeitig pensioniert)
Auch Handsome Dan VIII, der Hund des Football-Trainers Herman Hickman, konnte seine Auftritte vor Menschenmassen kaum mental bewältigen und wurde daher nach nur zwei Spielen wieder entlassen.

## Handsome Dan IX
1953–1959 (gestorben an Nierenversagen)
Dieser Hund sorgte für Aufsehen, als er vom Steg des Bootshauses der Universität (der Amtswohnung der Handsome Dans) ins Wasser fiel und dabei fast ertrank. Dies scheint die These zu bestätigen, dass Bulldoggen im Gegensatz zu anderen Hunderassen aufgrund ihrer Gedrungenheit unfähig sind zu schwimmen. Nationalen Ruhm erlangte er im November 1956, als er das Titelbild der Sportzeitschrift Sports Illustrated zierte.

## Handsome Dan X
1959–1969 (aus Altersgründen pensioniert)
Der Rüde "Woodie", auch "Boodnick" gerufen, konnte an die Maßstäbe anknüpfen, die Handsome Dan V gesetzt hatte. Er wog imposante 33 Kilogramm und war dem Vernehmen nach ein maßgeblicher Faktor bei Yales Rekordsaison 1960, als die Mannschaft neun Siege errang und ungeschlagen blieb. Er gewann auch einen Schönheitswettbewerb, nämlich den ersten Preis des Cape Cod Kennel Club in seiner Zuchtrasse. Er starb 1971 eines natürlichen Todes.

## Handsome Dan XI
1969–1974 (pensioniert wegen Arthritis)
Der vormalige "Oliver" war der Hund von Horace Taft, dem Dekan der Universität. Allem Anschein nach mochte er Football durchaus, neigte aber zur Lethargie. Insbesondere an sonnigen Tagen neigte er dazu, sich am Spielfeldrand träge im Gras zu fläzen. In der Touristensaison war er mit seinem Herrchen ein häufig gesehener Gast auf Martha’s Vineyard.

## Handsome Dan XII
1975–1984
Die vormalige "Bingo" gehörte der Professorin Rollin Osterweis und wurde als "kampflustig und stur, aber dennoch liebenswürdig" beschrieben. Bingo war die einzige Hündin, die je das Amt des "Handsome Dan" bekleidete; der Fall dieser Rüdendomäne in den frauenbewegten 1970er-Jahren sorgte seinerzeit landesweit für Schlagzeilen. Wie schon Handsome Dan II wurde sie von einer rivalisierenden Universität zwischenzeitlich entführt: 1979 brachten ihn Cheerleader der Princeton University in ihre Gewalt. Handsome Dan XII wurde 1983 nach dem mit großem Medieninteresse begleiteten 100. Aufeinandertreffen der Footballmannschaften von Yale und Harvard in den Ruhestand versetzt.

## Handsome Dan XIII
1984–1995 und 1996–1996 (wegen Altersschwäche pensioniert, zwischenzeitlich wieder aktiviert)
"Maurice", der Hund von Chris Getman, gilt heute als der wohl bedeutendste der Handsome Dans. Er diente länger als jeder andere Dan. Er war der einzige, der nach seiner Pensionierung wieder reaktiviert wurde; sein designierter Nachfolger hatte zu zeitig das Zeitliche gesegnet. 1989 zierte er das Titelblatt der Sports Illustrated, zudem zahlreiche Stadionzeitschriften und 1991, verkleidet als Weihnachtsmann, die offizielle Weihnachtsgrußkarte der Universität. Bei verschiedenen Wettkämpfen der Schwimmmannschaft trat er gar im Badeanzug auf. Seine Liebe zu seiner Alma Mater gab er auf verschiedene Arten zu erkennen: er konnte den Schlachtgesang der Universität mitbellen. Fragte man ihn, ob er lieber sterben oder sich in Harvard (oder auch Dartmouth) immatrikulieren würde, fiel er um und stellte sich tot.
Auch neigte er dazu, die Maskottchen der gegnerischen Mannschaften tätlich anzugreifen. So attackierte er unter anderem die arglosen Darsteller, die die Kostüme des Tigers der Princeton University und den Bären der Brown University trugen. Er starb 1997, kurz vor seinem 14. Geburtstag.

## Handsome Dan XIV
1995–1996 (gestorben an einem Herzinfarkt)
"Whizzer", auch gerufen "Hetherbull", gehörte ebenfalls Chris Getman. Er war ein Geschenk des Bulldoggenzüchters Bob Hetherington und konnte Hetherbull Arrogant Frigott zu seinen Ahnen zählen, der nicht weniger als 52 Zuchtausstellungen gewonnen hatte. Manche machen den hohen Inzuchtgrad dafür verantwortlich, dass Handsome Dan XIV an einer fragilen Gesundheit litt. Nach nur einem Jahr starb er an Herzversagen. Daher wurde kurzfristig sein Vorgänger aus dem Ruhestand zurückgeholt.

## Handsome Dan XV
1996–2005 (im Amt gestorben)
Der Rüde "Louis" war ebenfalls ein Geschenk von Bob Hetherington an Chris Getman. Er scheint keine bemerkenswerten Leistungen vollbracht zu haben. Er starb im Januar 2005.

## Handsome Dan XVI
2005–2006 (frühzeitig pensioniert)
Handsome Dan XVI wurde am 26. April 2005 auserkoren. Der prachtvolle Rüde "Magnificent Mugsy Rangoon" aus dem nahen Hamden (Connecticut) wurde von einem fünfköpfigen Gremium ausgesucht. Unter anderem spielten bei der Wahl sein stattliches Gewicht von 30 Kilogramm, seine natürliche Abneigung gegen die Farbe Purpur, seine offenbar robuste Gesundheit und sein Vermögen, sich von der Marschkapelle der Universität nicht aus der Ruhe bringen zu lassen, eine Rolle.